# Zonosaurus haraldmeieri
Zonosaurus haraldmeieri — вид ящірок родини геррозаврових (Gerrhosauridae). Ендемік Мадагаскару.

## Поширення і екологія
Zonosaurus haraldmeieri мешкають в регіоні Діана на крайньому північному заході острова Мадагаскар. Вони живуть в сухих тропічних лісах і саванах, трапляються в садах і на краях полів.

## Збереження
МСОП класифікує стан збереження цього виду як близький до загрозливого. Zonosaurus haraldmeieri загрожує знищення природного середовища.